# Live Blueswailing July '64
Live Blueswailing July '64 è un album live della British blues rock band, gli The Yardbirds, scoperto di recente negli archivi della band, è un documento importante perché registrato nel luglio 1964 con la formazione originale con Eric Clapton alla chitarra solista. L'album è stato pubblicato nel 2003, ma la data esatta della registrazione è sconosciuta

## Tracce
1. Someone to Love Me - 2:17
2. Too Much Monkey Business - 3:07
3. I Got Love If You Want It - 4:15
4. Smokestack Lightning - 5:52
5. Good Morning Little Schoolgirl - 3:36
6. She Is So Respectable/Humpty Dumpty - 5:31
7. The Sky Is Crying - 6:41

## Formazione
- Keith Relf - armonica a bocca, voce
- Jim McCarty - batteria
- Eric Clapton - Chitarra Solista
- Chris Dreja - Chitarra Ritmica
- Paul Samwell-Smith - basso